# Чемпіонат України з пляжного футболу
Чемпіонат України з пляжного футболу — футбольні змагання в Україні, засновані в 2003 році під егідою Асоціації пляжного футболу України.

## Історія

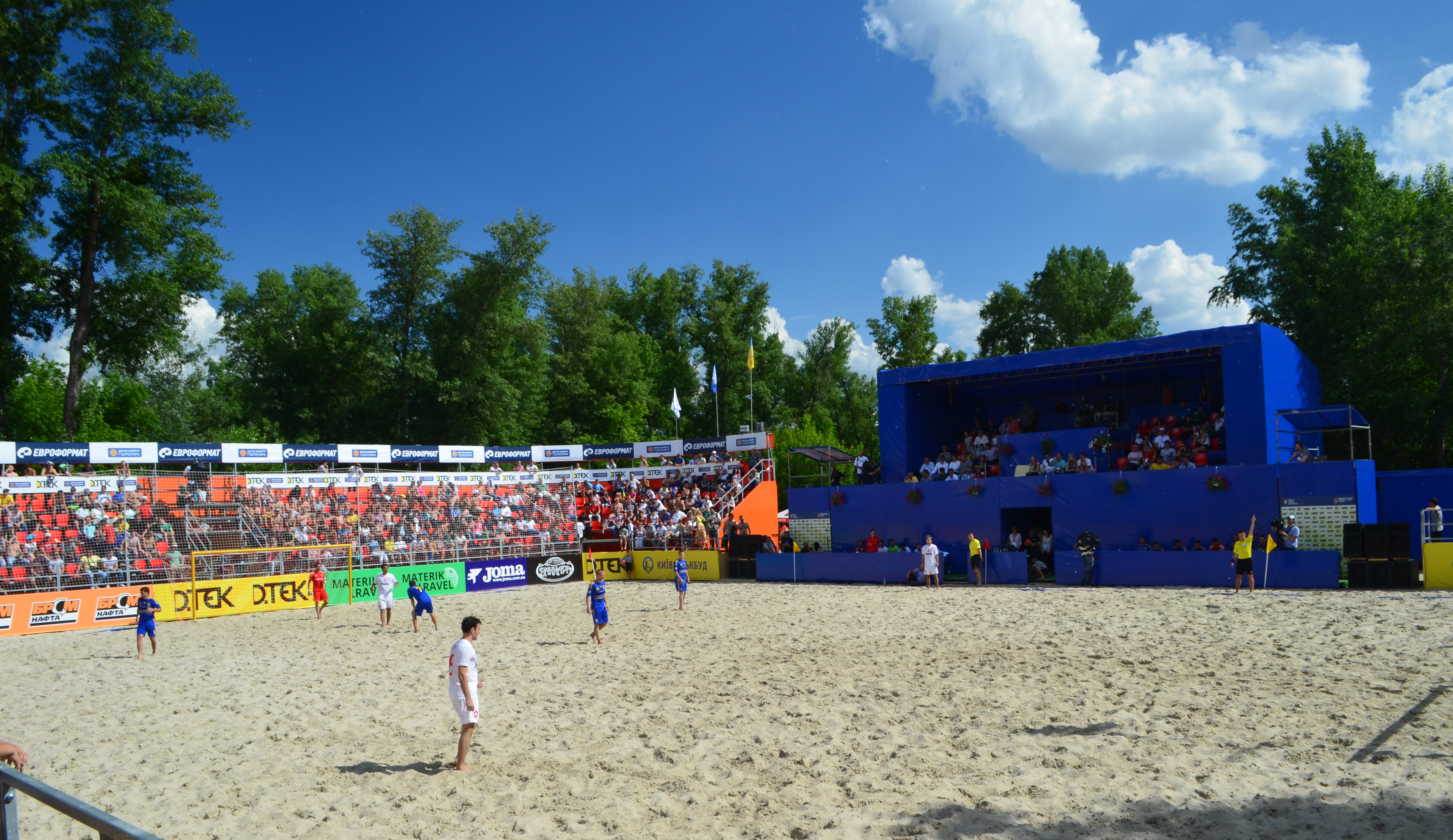
Гідропарк Арена - стадіон, який приймав переважну більшість матчів чемпіонату України

Перші організовані змагання з пляжного футболу пройшли 2001 року у Гідропарку, де зустрічались київські аматорські колективи. Наступного літа була організована всеукраїнська аматорська першість «Славутич-бол». Перемогу у київському фіналі отримала команда «Лотто». 2003 року під егідою Федерації футболу України була утворена національна асоціація пляжного футболу — АПФУ. Внаслідок цього змагання з пляжного футболу набули офіційного статусу, і 2003 року вони вже охопили 116 колективів із Києва, Севастополя, Запоріжжя, Одеси, Харкова й Кременчука. Фінал прийняв Севастополь, де першим офіційним чемпіоном України став київський клуб «Майндшер».

## Призери вищої ліги
| Сезон | Чемпіон                 | 2-е місце           | 3-є місце               |  |
| ----- | ----------------------- | ------------------- | ----------------------- |  |
|       |                         |                     |                         |  |
| 2002  | «Лотто» Київ            | «Майндшер» Київ     | «Динамо» (Запоріжжя)    |  |
|       |                         |                     |                         |  |
| 2003  | «Майндшер» Київ         | «Лада» Кременчук    | ГВЕМ (Севастополь)      |  |
|       |                         |                     |                         |  |
| 2004  | «Нова Ера» Київ         | «Глорія» Одеса      | «Майндшер» Київ         |  |
|       |                         |                     |                         |  |
| 2005  | «Нова Ера» Київ         | «Майндшер» Київ     | «Катран» (Запоріжжя)    |  |
|       |                         |                     |                         |  |
| 2006  | «Майндшер» Київ         | ФК «Плесо» Київ     | «Глорія» Одеса          |  |
|       |                         |                     |                         |  |
| 2007  | «Нова Ера» Київ         | «Марріон» Одеса     | ФК «Плесо» Київ         |  |
|       |                         |                     |                         |  |
| 2008  | БРР Київ                | «Майндшер» Київ     | «Метробуд» Київ         |  |
|       |                         |                     |                         |  |
| 2009  | «Майндшер» Київ         | БРР Київ            | «Глорія» Одеса          |  |
|       |                         |                     |                         |  |
| 2010  | «Вибір» Дніпропетровськ | «Майндшер» Київ     | «Динамо-Хілд» Київ      |  |
|       |                         |                     |                         |  |
| 2011  | «Євроформат» Київ       | «Майндшер» Київ     | «Метробуд» Київ         |  |
|       |                         |                     |                         |  |
| 2012  | «Майндшер» Київ         | «Гріффін» Київ      | «Євроформат» Київ       |  |
|       |                         |                     |                         |  |
| 2013  | «Артур М'юзік» Київ     | «Гріффін» Київ      | «Вибір» Дніпропетровськ |  |
|       |                         |                     |                         |  |
| 2014  | «Вибір» Дніпропетровськ | «Гріффін» Київ      | «ФарсіФарм» Київ        |  |
|       |                         |                     |                         |  |
| 2015  | «ХІТ» Київ              | «ФарсіФарм» Київ    | «Євроформат» Київ       |  |
|       |                         |                     |                         |  |
| 2016  | «Гріффін» Київ          | «Артур М'юзік» Київ | «Вибір» Дніпро          |  |
|       |                         |                     |                         |  |
| 2017  | «Вибір» Дніпро          | «Гріффін» Київ      | «Євроформат» Київ       |  |
|       |                         |                     |                         |  |
| 2018  | «Євроформат» Київ       | «VIT» Київ          | «Альтернатива» Київ     |  |
| 2019  | «Альтернатива» Київ     | «Київміськбуд» Київ | «VIT» Київ              |  |
| 2020  | «VIT» Київ              | «Альтернатива» Київ | «Артур М'юзік» Київ     |  |
| 2021  | «NC Beachsoccer» Київ   | «Артур М'юзік» Київ | «СЕРВІТ» Київ           |  |
| 2022  | «VIT» Київ              | «Артур М'юзік» Київ | «NC Beachsoccer» Київ   |  |

## Призери прем'єр-ліги
| Сезон | Чемпіон             | 2-е місце            | 3-є місце         |  |
| ----- | ------------------- | -------------------- | ----------------- |  |
|       |                     |                      |                   |  |
| 2010  | «Чорноморець» Одеса | «Таврія» Сімферополь | «Металіст» Харків |  |

## Найуспішніші клуби
| #     | Клуб                                | Чемпіон | 2-е місце | 3-є місце | Переможні сезони             |
| ----- | ----------------------------------- | ------- | --------- | --------- | ---------------------------- |
| 1     | «Євроформат», екс-«Нова Ера» (Київ) | 5       | 0         | 3         | 2004, 2005, 2007, 2011, 2018 |
| 2     | «Майндшер» (Київ)                   | 4       | 5         | 1         | 2003, 2006, 2009, 2012       |
| 3     | «Вибір» (Дніпро)                    | 3       | 0         | 2         | 2010, 2014, 2017             |
| 4     | «VIT» (Київ)                        | 2       | 1         | 1         | 2020, 2022                   |
| 5     | «Гріффін» (Київ)                    | 1       | 4         | 0         | 2016                         |
| 6     | «Артур М'юзік» (Київ)               | 1       | 4         | 0         | 2013                         |
| 7     | «Альтернатива» (Київ)               | 1       | 1         | 1         | 2019                         |
| 8     | «БРР» (Київ)                        | 1       | 1         | 0         | 2008                         |
| 9     | «NC Beachsoccer» (Київ)             | 1       | 0         | 1         | 2021                         |
| 10-11 | «Лотто» (Київ)                      | 1       | 0         | 0         | 2002                         |
| 10-11 | «ХІТ» (Київ)                        | 1       | 0         | 0         | 2015                         |
| 12    | «Глорія» (Одеса)                    | 0       | 1         | 2         |                              |
| 13-14 | «Плесо» (Київ)                      | 0       | 1         | 1         |                              |
| 13-14 | «ФарсіФарм» (Київ)                  | 0       | 1         | 1         |                              |
| 15-17 | «Лада» (Кременчук)                  | 0       | 1         | 0         |                              |
| 15-17 | «Марріон» (Одеса)                   | 0       | 1         | 0         |                              |
| 15-17 | «Київміськбуд» (Київ)               | 0       | 1         | 0         |                              |
| 18    | «Метробуд» (Київ)                   | 0       | 0         | 2         |                              |
| 19-23 | «Динамо» (Запоріжжя)                | 0       | 0         | 1         |                              |
| 19-23 | «ГВЕМ» (Севастополь)                | 0       | 0         | 1         |                              |
| 19-23 | «Катран» (Запоріжжя)                | 0       | 0         | 1         |                              |
| 19-23 | «Динамо-Хілд» (Київ)                | 0       | 0         | 1         |                              |
| 19-23 | «СЕРВІТ» (Київ)                     | 0       | 0         | 1         |                              |

## Найкращий гравець України
| - 2003 — Володимир Нудик («Майндшер») - 2004 — Олександр Пилипенко («Майндшер») - 2005 — Сергій Боженко («Нова Ера») - 2006 — Євген Варениця («Майндшер») - 2007 — Юрій Головін («Нова Ера») - 2008 — Олександр Пилипенко («Майндшер») - 2009 — Олег Зборовський («Майндшер») - 2010 — Андрій Неруш («Вибір») - 2011 — Олександр Корнійчук («Євроформат») - 2012 — Олексій Іллічов («Гріффін») | - 2013 — Олексій Іллічов («Гріффін») - 2014 — Костянтин Андрєєв («Вибір») - 2015 — Іван Глуцький («ФарсіФарм») - 2016 — Константин Макеєв («Гріффін») - 2017 — Максим Войток («Гріффін») - 2018 — Андрій Неруш («Євроформат») - 2019 — Олег Зборовський («Альтернатива») - 2020 — Максим Войток («VIT») - 2021 — Брендо («NC Beachsoccer») - 2022 — Максим Войток («VIT») |